# Parma, Idaho
Parma är en ort i Canyon County i den amerikanska delstaten Idaho med en yta av 2,4 km² och en folkmängd som uppgår i 1 983 invånare (2010). Invånarantalet ökade drastiskt under 1900-talet; år 1900 hade Parma enbart 62 invånare.

## Kända personer från Parma
- C. Ben Ross, politiker, guvernör i Idaho 1931–1937